# Zdravstvujte, deti!
Zdravstvujte, deti! (Здравствуйте, дети!) è un film del 1962 diretto da Mark Semënovič Donskoj.